# Иловайский, Иван Дмитриевич
Ива́н Дми́триевич Илова́йский 4-й (1767 — после 1826/27) — русский генерал-майор, участник Кавказских походов и Наполеоновских войн.

## Биография
Сын наказного атамана Донского казачьего войска, генерала от кавалерии Дмитрия Ивановича Иловайского, родился в 1767 г. и был записан в службу казаком 21 мая 1772 г. в Атаманский казачий полк и 17 марта 1775 г. произведён в сотники. С 1782 по 1786 г. Иловайский находился с Донскими полками на Кавказской линии, участвовал во многих экспедициях в Чечню и Грузию, а во время 2-й турецкой войны был в сражениях под Кинбурном (1787), при взятии Очакова (1788), где был ранен пулей в ногу, Каушан и Бендер (1789) и штурме Измаила.
Произведённый 13 декабря 1797 г. в полковники и 6 мая 1799 г. в генерал-майоры, Иловайский в 1806 г. был командирован с 3 казачьими полками в армию против французов и, находясь все время в авангарде под командованием князя Багратиона, сражался при Альткирхене, Гуттштадте, Анкендорфе, Гейльсберге и Фридланде; в последнем сражении зашёл в тыл и во фланг атакующего и опрокинул его с большим для противника уроном.
В 1812 г., состоя в авангарде 2-й Западной армии под начальством М. И. Платова, Иловайский участвовал в делах под Романовом, Велижем и Смоленском и в преследовании французский армии. За отличия в Отечественную войну Иловайский 24 сентября 1813 г. был награждён орденом св. Георгия 3-й степени
В воздаяние отличной храбрости и мужества, оказанных в сражениях против французских войск в нынешнюю войну
После возвращения русской армии в оставленную французами Москву Иловайский 4-й, по свидетельству С. Г. Волконского, потребовал свозить все отобранные у французов ценности к нему в дом на Тверской, где «делил всё на два отдела: что побогаче в один, что победнее в другой», заверяя, что лучшие ценности отправит «в храмы Божьи на Дон». «Попало ли все это в церкви на Дон или в кладовые Иловайского, — мне неизвестно, но верно то, что ни убеждения Бенкендорфа, ни мои увещания не отклонили Иловайского от принятого им распорядительного решения», — заключает мемуарист.
В Заграничных походах 1813—1814 гг. Иловайский участвовал в сражениях под Люценом, Бауценом, Лейпцигом, Краоном и Парижем. Среди прочих наград Иловайский имел ордена св. Анны 1-й степени с алмазами, св. Владимира 2-й степени и золотую с алмазами саблю с надписью «За храбрость». 4 декабря 1827 г. Иловайский по болезни был уволен от службы.